# Sítio eletrónico

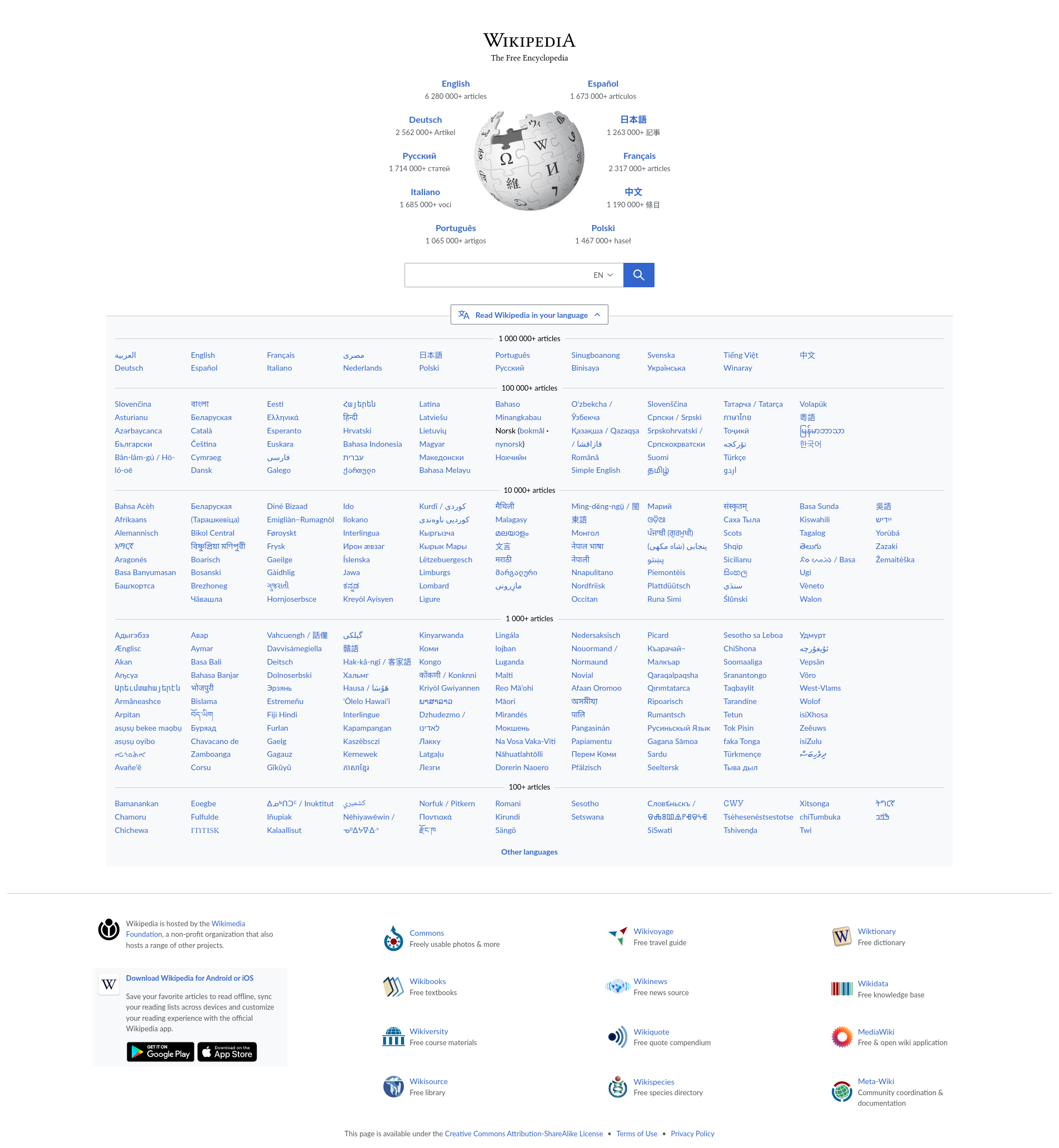
Página inicial do sítio da Wikipédia

Um sítio eletrónico (português europeu) ou site eletrônico (português brasileiro), sítio digital ou saite, (em inglês: website ou site) é um conjunto de páginas de rede conectadas por hipertextos, acessíveis geralmente pelo protocolo HTTP ou pelo HTTPS na Internet.

## Terminologia

### Etimologia
Quando a World Wide Web foi criada, no CERN, ela recebeu esse nome de seu criador Tim Berners-Lee. Ele comparou a sua criação com uma teia (em inglês: web). Cada nó dessa teia é um local virtual onde há hipertextos. Como a palavra inglesa para local é site (também derivada do latim "situs" ("lugar, local") quando as pessoas queriam se referir a um local da rede, elas falavam web site. Assim, um novo nome surgiu para designar esse novo conceito de nó onde há um conjunto de hipertextos.
Batizada desta forma, a Web e seus Web sites tornaram-se mundialmente famosos e seus nomes empregados em diversas línguas. Em inglês, foi necessário usar o qualificativo Web antes de site, para diferenciar de outros usos que a palavra tem nesta língua, na qual significa "local". Mas, quando o contexto deixava claro que se estava falando da Web, dizia-se apenas "site". Já na língua portuguesa, esse qualificativo não é necessário em momento algum, pois o anglicismo site tem o único e mesmo significado do Website.

### Em português
A palavra "site" em inglês tem exatamente o mesmo significado de "sítio" em português, pois ambas derivam do latim "situs" ("lugar demarcado, local, posição") e, primariamente, designa qualquer lugar ou local delimitado (sítio arquitetônico, sítio paisagístico, sítio histórico, entre outros). No português do Brasil, a palavra "sítio" designa, com maior frequência, uma propriedade rural de área modesta, frequentemente usada para lazer ou lavoura.
Após alguns anos de uso, o termo "website" ganhou a forma abreviada "site", que passou a ser uma segunda acepção do termo original. Ou seja, na língua inglesa, "site" passou a designar tanto o lugar real, quanto o virtual.
Em português, surgiram três vertentes para a tradução do conceito. A mais difundida em Portugal respeita a dualidade do termo original, e traduz "site" por "sítio" – ou, se o contexto não for suficiente para o entendimento, por "sítio na Internet", "sítio eletrônico", "sítio na Web", "sítio Web" ou, ainda, website, exatamente como no inglês. A segunda vertente, mais comum no Brasil, adotou simplesmente o estrangeirismo site, sem alterações, para se referir aos sítios virtuais, mantendo "sítio" para os reais. A terceira vertente é o aportuguesamento, "saite". Tem como vantagens a identificação imediata com a palavra usada em inglês e a dispensa da grafia em itálico. Já é recomendada como aceita por portais educacionais brasileiros, e já é inclusive empregada oficialmente por alguns órgãos governamentais brasileiros. Ao longo dos anos, a adoção do termo "saite" tem visto incremento de uso tanto em Portugal quanto no Brasil. Tem entre seus adeptos o escritor brasileiro Millôr Fernandes, o professor Cláudio Moreno, o também escritor Zeca Camargo.

### Página inicial
A página inicial, página principal, ou página de entrada (em inglês: home page ou homepage) é a página principal de um site.
O termo também se refere a uma ou mais páginas sempre mostradas em um navegador da web quando o aplicativo é inicializado. Nesse caso, também é conhecida como página inicial.

## Visão geral
Um sítio é, normalmente, o trabalho de um único indivíduo, empresa ou organização, ou é dedicado a um tópico ou propósito em particular. É difícil delimitar, com clareza, até onde vai um sítio, dada a natureza de hipertexto da Web. Por exemplo, toda a Wikipédia forma um sítio, mas, se as páginas Meta-Wikipédia são parte do mesmo sítio, ou um sítio irmão, é uma questão aberta para debate.
Via de regra, são escritos em, ou dinamicamente convertidos para, HTML e enviados dum servidor web para um programa cliente denominado navegador web. Alguns exemplos de tecnologias capazes de gerar HTML dinamicamente são JSP, PHP e ASP. Já, como exemplos de servidores web, temos o Apache e o IIS. Muitas vezes eles estão acompanhados de banco de dados.
Plugins estão disponíveis para os navegadores, o que os capacita a exibir objetos adicionais aos suportados nativamente. Exemplos incluem Flash, Shockwave, Silverlight e applets Java. O Dynamic HTML permite interatividade e modificação do conteúdo dentro da página sem precisar recarregar a página, usando principalmente o Document Object Model e JavaScript, suportado internamente pela maioria dos navegadores modernos.
Páginas web são restritos por limites de recursos (por exemplo, a largura de banda dedicada a ele). Sítios muito grandes, como Yahoo!, Apple Inc. e Google, usam vários servidores e equipamentos de balanceamento de carga, como o Cisco Content Services Switch ou o F5 BigIP solutions.

## Propósitos
O sítio eletrónico é um conjunto de informações disponíveis na Internet, em geral, podem ter diversos propósitos:
- Institucional: muitas empresas usam seus sites como ponto de contato entre uma instituição e seus clientes, fornecedores etc. No caso de instituições comerciais, usam-se sites também para comércio eletrônico, recrutamento de funcionários etc. Instituições sem fins lucrativos também usam seus sites para divulgarem seus trabalhos, informarem a respeito de eventos etc. Há também o caso dos sites mantidos por profissionais liberais, para publicarem seus trabalhos.
- Informações: veículos de comunicação como jornais, revistas e agências de notícias utilizam a Internet para veicular notícias, por meio de seus sites. Jornalistas freelancer e indivíduos comuns também publicam informações na Internet, por meio de blogues e podcasts.
- Aplicações:' existem sites cujo conteúdo consiste de ferramentas de automatização, produtividade e compartilhamento, substituindo aplicações de desktop. Podem ser processadores de texto, planilhas eletrônicas, editores de imagem, agentes de correio eletrônico, agendas, etc.
- Armazenagem de informações: alguns sites funcionam como bancos de dados, que catalogam registros e permitem efetuar buscas, podendo incluir áudio, vídeo, imagens, softwares, mercadorias, ou mesmo outros sítios. Alguns exemplos são os motores de busca, os catálogos na Internet, e os wikis, que aceitam tanto leitura quanto escrita.
- Comunitário: servem para a comunicação de usuários com outros usuários da rede. Nesta categoria, se encontram os chats, fóruns e sites de relacionamento.
- Portais: congregam conteúdos de diversos tipos entre os demais tipos, geralmente fornecidos por uma mesma empresa. Recebem esse nome por congregarem a grande maioria dos serviços da Internet num mesmo local.

### Microssítios /hotsite
Um microssítio (em inglês: hotsite) é um sítio momentâneo, voltado a destacar uma ação de comunicação mais pontual. A diferenciação está apenas na estratégia de comunicação utilizada para concebê-lo. Usualmente, os microssítios possuem tempo de vida útil predeterminado, pois são feitos para serem rápidos e são ligados a uma ação mercadológica específica, como lançamento de produtos, eventos, novas edições de produtos ou serviços ou ações de CRM; possuem um apelo visual maior, e são mais focados em um público específico, traduzindo a expectativa deste alvo. Alguns deles proporcionam ao usuário interatividade com jogos eletrónicos, por exemplo.

## Instrumento de publicidade
O sítio eletrónico é um dos instrumentos de publicidade mais eficientes que existem. Servem de apoio a campanhas de publicidade de outros meios de comunicação como o rádio, televisão, jornal, placas, folhetos etc. Podem constituir um empreendimento completo ou parcial prestando serviços, vendendo produtos ou simplesmente informando com custos reduzidos em relação ao negócio "não virtual". É importante observar que precisam estar referenciados em buscadores globais ou guia de busca local para que obtenham os desejados acessos. Sem eles, será descoberto por novos usuários ou clientes.
Para relacionar suas páginas num buscador, o sítio precisa ter vários outros sítios apontando para ele. A quantidade de hiperligações apontando para um sítio, ponderada pela reputação dos outros sítios, define em que posição ele aparecerá no buscador.